# Taeniophyllum aggregatum
Taeniophyllum aggregatum là một loài thực vật có hoa trong họ Lan. Loài này được Schltr. miêu tả khoa học đầu tiên năm 1911.